# بطولة الأمم الخمس 1989
بطولة الأمم الخمسة 1989 (بالإنجليزية: 1989 Five Nations Championship)‏ هو الموسم 95 من  بطولة الأمم الخمسة. كان عدد الأندية المشاركة فيه  5، وفاز فيه منتخب فرنسا الوطني لاتحاد الرغبي.